# Ingelsberg (Bad Hofgastein)
Der Ingelsberg (auch Ingelsberggut und Inglsberg) ist ein Einzelhof in der Marktgemeinde Bad Hofgastein im österreichischen Bundesland Salzburg.

## Anlage

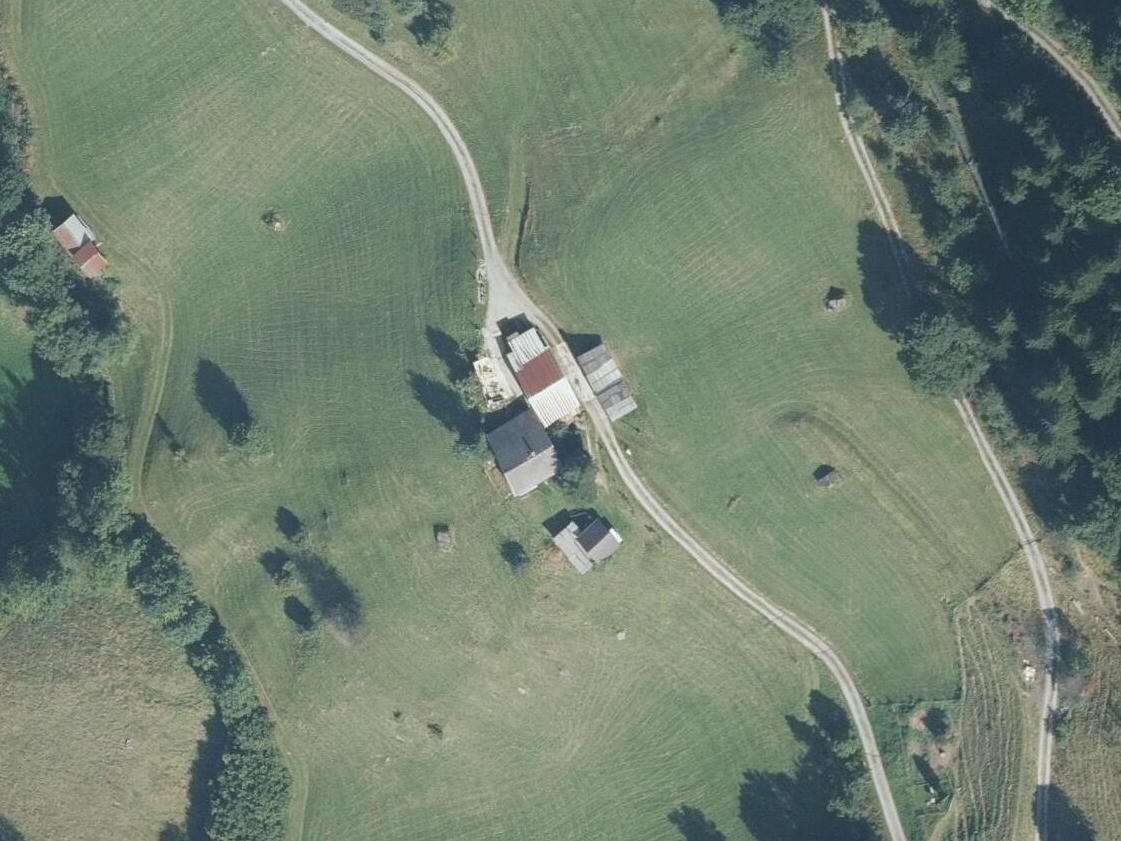
Ingelsberg aus der Vogelperspektive

Der Einzelhof Ingelsberg ist eine Ortslage der Ortschaft Bad Hofgastein und liegt nördlich von deren Zentrum. Er gehört zur gleichnamigen Katastralgemeinde Bad Hofgastein. Über den Ingelsberg führt der Weitwanderweg Zentralalpenweg.
Der Hof steht auf einer Höhe von 950 m ü. A. an den westlichen Berghängen des Hörndls in der Ankogelgruppe. In der Gegend kommt es seit Jahrhunderten oft zu Steinschlägen und Felsstürzen. Hier bewegen sich etwa 100.000 m³ Felsmaterial mit einer Geschwindigkeit von mehreren Zentimetern im Jahr. Die ungünstige Stratigraphie, die Steilheit des Geländes und die Nähe zu einem größeren Siedlungsgebiet und zu Verkehrswegen machen den Ingelsberg zu einem der bedeutendsten Naturrisiken im Land Salzburg.
Östlich des Ingelsbergs erstreckt sich ein felsdurchsetzter Grauerlenwald. Im Süden und Westen wird das Areal von naturnahen Hecken gerahmt.

## Geschichte
Der erste nachgewiesene Besitzer des Guts Ingelsberg war im Jahr 1452 ein Nicla ob dem Rewtt. Im Jahr 1497 wurde ein Niclas Inglsperger erwähnt. Der Ingelsberg wurde 1774 ein Zulehen des Egghauses in Hofgastein. Der damals neu errichtete Hof wurde von Joseph Rathgeb gekauft. Auf die Zeit des späten 18. Jahrhunderts geht die erste Dokumentation riskanter Felsstürze zurück.
Im von 1823 bis 1830 erstellten Franziszeischen Kataster ist der Hof Ingelsberg mit mehreren Gebäuden verzeichnet. Er wurde dann wegen der Felsstürze längere Zeit nicht genutzt und erst wieder ab 1913 bewohnt. Der bislang größte Felssturz wurde 1987 mit einem Volumen von rund 5000 m³ verzeichnet. Nach einem Felssturz mit einem Volumen von 500 m³ mussten im Jahr 2018 mehrere absturzgefährdete Felsblöcke gesprengt werden.
Der Ingelsberg-Pass war eine der zahlreichen Krampus-Gruppen („Passen“) des Gasteinertals.